# Gastronomia d'Aragó
La cuina d'Aragó és una cuina d'interior, continental. Com Aragó mateixa, es troba a la cruïlla entre les cuines de la mediterrània catalana, l'atlàntic basc i l'altiplà castellà. És així que hom pot trobar plats com el chilindrón (txilindron) navarro-aragonès i – a la Franja – el cóc català.

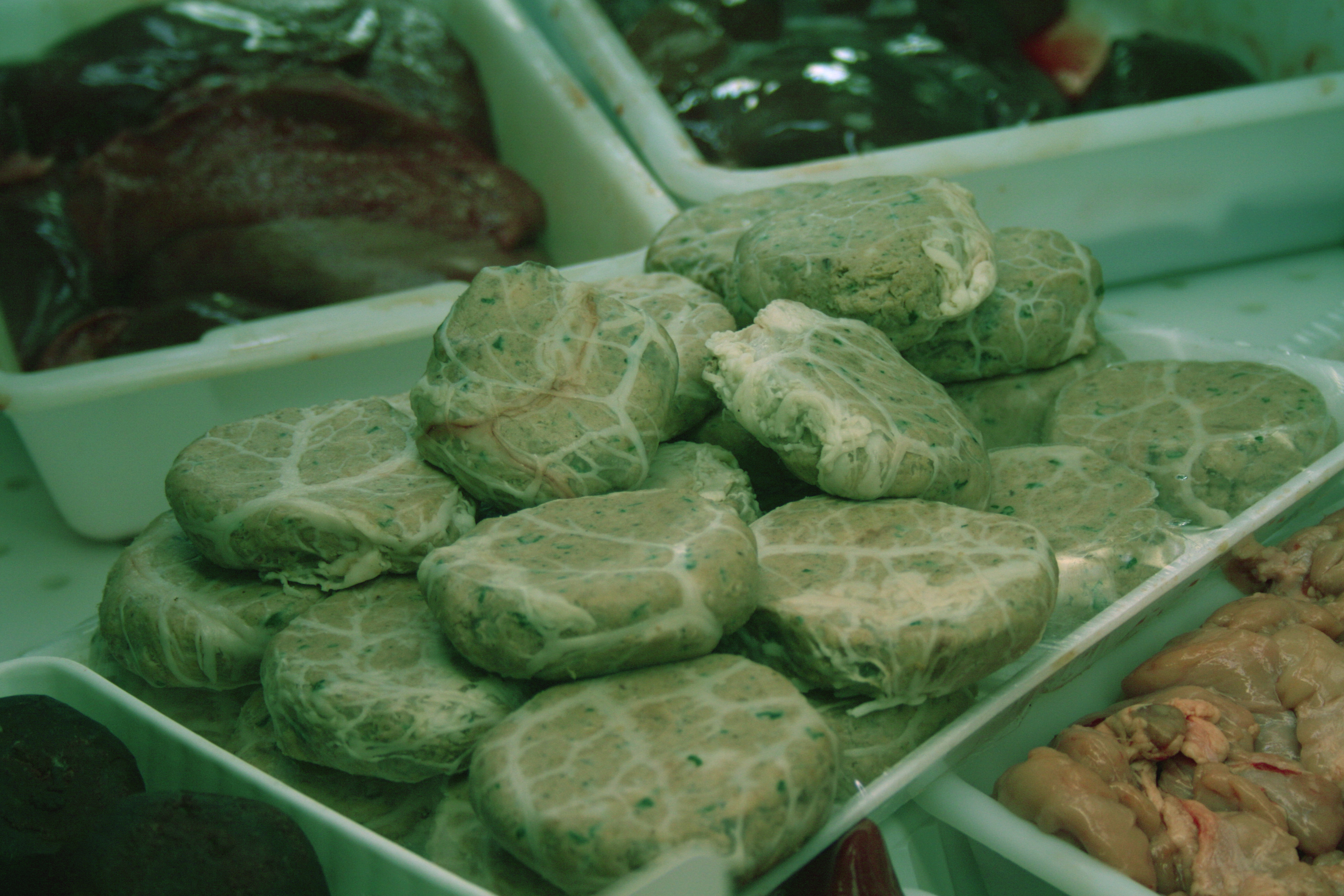
Fardel, producte de la cuina aragonesa preparat amb fetge de porc, idèntic al figatell mallorquí i valencià

L'Aragó comprèn una gran varietat de paisatges, del fred i plujós Pirineu, al l'horta de la ribera de l'Ebre, del secà de les terres centrals fins a les serres de bosc mediterrani de Terol. Cada comarca es destaca per una alimentació arrelada en el tipus de terreny que posseeix. Així doncs la serra d'Albarrasí i el Maestrat aragonès són grans productors d'embotits, pernil, cecina i altres derivats del porc, cérvol, xai i la caça en general. A les terres a l'oest de Saragossa hi ha una tradició vinícola d'alta qualitat, amb denominacions d'origen a Calataiud, Campo de Borja i Cariñena; al nord-est hi ha la denominació Somontano. A la Foia d'Osca i més enllà hi ha un impressionant indústria pastissera. A Graus, casa de la llonganissa i la girella, el mercat de trumfes és un dels més importants de l'Estat. A tot el Pirineu abunden els bolets i la caça. Al Baix Aragó el producte estrella és l'oli d'oliva. A la ribera de l'Ebre i a les riberes dels rius Jiloca i Jalón, la fruita i l'hortalissa són el producte estrella. A Saragossa, els bars ofereixen una àmplia oferta de tapes creatives que per l'ús ocasional d'hortalissa i peix s'assemblen també als pintxos bascs. Altres productes locals són la mel, melmelada, avellanes i formatge de tronchón i de Radiquero.
Pel que fa a l'ús de carn, caça i aviram, es pot dir que és molt estès i variat. Les més típiques carns i aus són el porc, el xai, la vedella, i el pollastre. La caça inclou la perdiu, el conill, el codorniu, el porc senglar i la llebre. En canvi el peix té un paper relativament petit, limitant-se al bacallà i la truita de riu.
Hi ha diversos plats vinclats a la cuina aragonesa, com ara el pollastre amb txilindron – més conegut com una mena de samfaina basca –, el potaje, l'ajoarriero, el cochinillo, les migas, el rancho, la fritada, la truita de riu freda, carn a la pastora.
Els "fardeles" de la cuina aragonesa són una versió del figatell que es troba a Aragó.

## Plats típics d'Osca
Segons l'Associació d'Hostelers d'Osca, són plats típics de la província d'Osca les sopes de pastor, amanida de trumfes, sopa d'all amb ou, llonganissa de porc senglar, truita d'ou amb migas, farinetes, pollastre al txilindron, cocido de tortetas amb arròs, gallina trufada – aquest és també típic dels Ports –, borrajas amb patates i musclos, recau de eregüé, conill a la abuela, estofat de xai, carn a la pastora, crespillos de borraja, pastissets de nous, i patates amb bacallà.

## Dolços
En l'apartat de dolços, cal destacar la ciutat d'Osca per la seua gran tradició de rebosteria. Entre els dolços típics d'Osca hi ha les castanyes de massapà que daten de la meitat del segle xix; el pastís Richelieu que casa crema de llimona amb una pasta cruixent; les tejas d'ametlla elaborades amb nata des de 1880; les famoses trenzas d'Almudévar, a base de fulloldre i mantega; les coques de fulloldre farcides de massapà i crema, cabell d'àngel o fruita seca; i el pastís rus, amb avellana, ametlla, crema de praliné, clara d'ou i sucre.
Altres dolços lligats a Aragó són les torrijas, les tortas, les yemas, les jaquesas, els crespillos i els roscons. És clar que el més conegut són les frutas de Aragón, fruita confitada coberta amb xocolate negre. Pel que fa a la fruita, és emprada en postres com les pomes rostides o el melocotó amb vi.

## Cuina de la Franja
Pel que fa a la cuina catalana, és lògicament a les comarques de la Franja de Ponent on és més present. Les coques de Fraga o la gironella del Pallars i de la Ribagorça són productes que se sol considerar catalans en tant que se'n fa d'iguals a gran part de Catalunya i que en canvi no són típics de l'Aragó en general.
Per altra banda, hi ha menjars de l'interior dels Països Catalans que, al pertànyer a la cuina mediterrània de muntanya, són més típics de l'Aragó que no de la cuina mediterrània pura de la costa. Els embotits, el formatge, el pernil i plats a base de la caça i de tradició pastora són habituals a les muntanyes catalanes, valencianes, castellanes i aragoneses, si bé els seus noms i la manera de preparar-los pot variar. Cal recordar que tant la cuina catalana com l'aragonesa, i en general la cuina tradicional, depèn dels ingredients primaris que dona el terreny. Quan es parla dels plats i menges del Maestrat, dels Ports o del Pirineu doncs, en ser zones geogràfiques dividides per fronteres però igual pel que fa als ingredients disponibles, es pot comprovar que hi existeix una gran quantitat de preparacions semblants. Aquests plats i productes desdibuixen unes fronteres que han canviat moltes vegades i emmascaren una herència culinària compartida i fonamentada en les tradicions gastronòmiques romanes i musulmanes.